# Freshwater (Baía de Conception)
 Coordenadas : formato inválido
Freshwater é uma comunidade localizada na província canadense de Terra Nova e Labrador. A comunidade se localiza na Baía de Conception.